# Sułtanat Kilwa
Sułtanat Kilwa (arab. ‏مملكة كلوه‎) – średniowieczne państwo położone w Kilwa (obecnie Tanzania), które zajmowało terytorium wybrzeża Suahili. W luźnej zależności od sułtanatu pozostawały także Komory. Zostało założone w X wieku przez perskiego księcia Sziraz Ali ibn al-Hassan Shirazi, którego następcy sprawowali władzę do 1277 roku. Następnie władzę przejęła rodzina Mahdali aż do czasu portugalskiej inwazji w 1505 roku. W 1513 roku państwo to zostało podzielone na wiele mniejszych, z których wiele znalazło się w strefie wpływów Sułtanatu Omanu.
W 1944 roku na plaży Jensen Bay na australijskiej wyspie Marchinbar (Wyspy Wessel, Terytorium Północne) znaleziono niewielką liczbę miedzianych monet z inskrypcją w języku arabskim, które później zidentyfikowano jako pochodzące z Kilwy. Do tej pory tylko raz dokonano podobnego odkrycia identycznych monet poza terytorium Afryki – podczas wykopalisk w Omanie. Napis na odszukanych monetach odczytano jako identyfikujący jednego z sułtanów. Na tej postawie część historyków przypuszcza, że mogło to być pierwsze udokumentowane odkrycie Australii (powszechnie uważany za odkrywcę Australii jest Holender Willem Janszoon).